# Rika De Backer-Van Ocken
Rika De Backer-Van Ocken (ur. 1 lutego 1923 w Antwerpii, zm. 5 maja 2002 w Weert) – belgijska polityk, należąca do partii Chrześcijańskich Demokratów i Flamandów (CVP), Posłanka do Parlamentu Europejskiego II kadencji.

## Życiorys
Rika De Backer w latach 1940–45 studiowała na Katolickim Uniwersytecie w Leuven (Katholieke Universiteit te Leuven), gdzie uzyskała dyplomy z historii współczesnej oraz z filozofii tomistycznej. Od 1951 do 1954 roku była redaktorką w duńskiej encyklopedii: „Winkler Prince”. Od 1968 była członkinią CEPESS (Centrum Studiów Gospodarczych, Politycznych i Społecznych) – organizacji, której celem jest łączenie działań politycznych i gospodarczych ze społecznymi – dla dobra ludzi i dla poprawy jakości ich życia. W latach 1970–1983 była wiceprzewodniczącą Rady Miasta Antwerpii, następnie w 1983 roku objęła stanowisko przewodniczącego. W 1971 roku dołączyła również do Partii Chrześcijańskich Demokratów i Flamandów (CVP) oraz została powołana do Senatu. Do 1973 roku była wiceprzewodniczącą Senackiej Komisji ds. Kultury i Nauki, członkiem Senackiej Komisji ds. Środowiska oraz Komisji ds. Edukacji. Rika De Backer w swoich działaniach politycznych broniła praw kobiet, w tym prawa wyborczego, jak również do zniesienia zakazu stosowania środków antykoncepcyjnych. W latach 1974–81 była ministrem kultury holenderskiej i spraw famadzkich. W tym czasie otworzyła Centrum Kultury “De Brakke Grond” w Amsterdamie (1981) oraz była jedną z założycieli Krajowego Biura ds. Zabytków i Zarządzania Krajobrazem (1972). Od 1981 do 1984 roku była członkinią Rady Flamandzkiej, w ramach której zasiadała w Komisji ds. Kultury, Edukacji Pedagogicznej i Dydaktycznej (1982–84), była Członkiem zastępczym w Komitecie ds. Planowania przestrzennego miast, zagospodarowania terenu i ochrony przyrody (1982).
W roku 1984 została wybrana na Posła do Parlamentu Europejskiego, w którym w latach 1984–89 zasiadała w Komisji ds. Rozwoju i Współpracy oraz Komisji ds. Praw Kobiet.
Rika De Backer zmarła 5 maja 2002 roku z powodu choroby nowotworowej.